# Frączkowo
Frączkowo (niem. Fritzendorf) – osada w Polsce, położona w województwie warmińsko-mazurskim, w powiecie kętrzyńskim, w gminie Barciany.
W latach 1975–1998 osada administracyjnie należała do województwa olsztyńskiego.

## Integralne części osady
| SIMC    | Nazwa    | Rodzaj     |
| ------- | -------- | ---------- |
| 0469100 | Koskajmy | przysiółek |
| 1046330 | Oleszka  | przysiółek |

## Historia
W Frączkowie znajdowała się siedziba wielozakładowego PGR-u o nazwie Państwowe Przedsiębiorstwo Gspodarki Rolnej Skandawa. PPGR Skandawa miało powierzchnię 6980 ha. W skład PPGR Skandawa wchodziły następujące zakłady rolne: Aptynty, Arklity, Frączkowo i Mołtajny.